# Ski Mag
Ski Mag est un magazine télévisé saisonnier québécois consacré au ski et à la planche à neige, conçue et produite par Les Productions Charade de Montréal, diffusée du 6 décembre 1990 au 23 mars 2011 sur RDS, puis à l'automne 2011 à TVA Sports.
Animée par Michel Lavigueur, l'émission présente les plus belles stations de ski du Québec et de l'étranger commentées et analysées avec la collaboration de Pierre Ruel. Elle fut également animée par Daniel Melançon, Alain Cyr, Simon St-Arnaud, Benoît Gagnon et Jean-Luc Brassard.
Ski Mag a aussi un frère : Golf Mag, diffusé depuis 1998 sur RDS (puis TVA Sports) également.